# Теуэльче

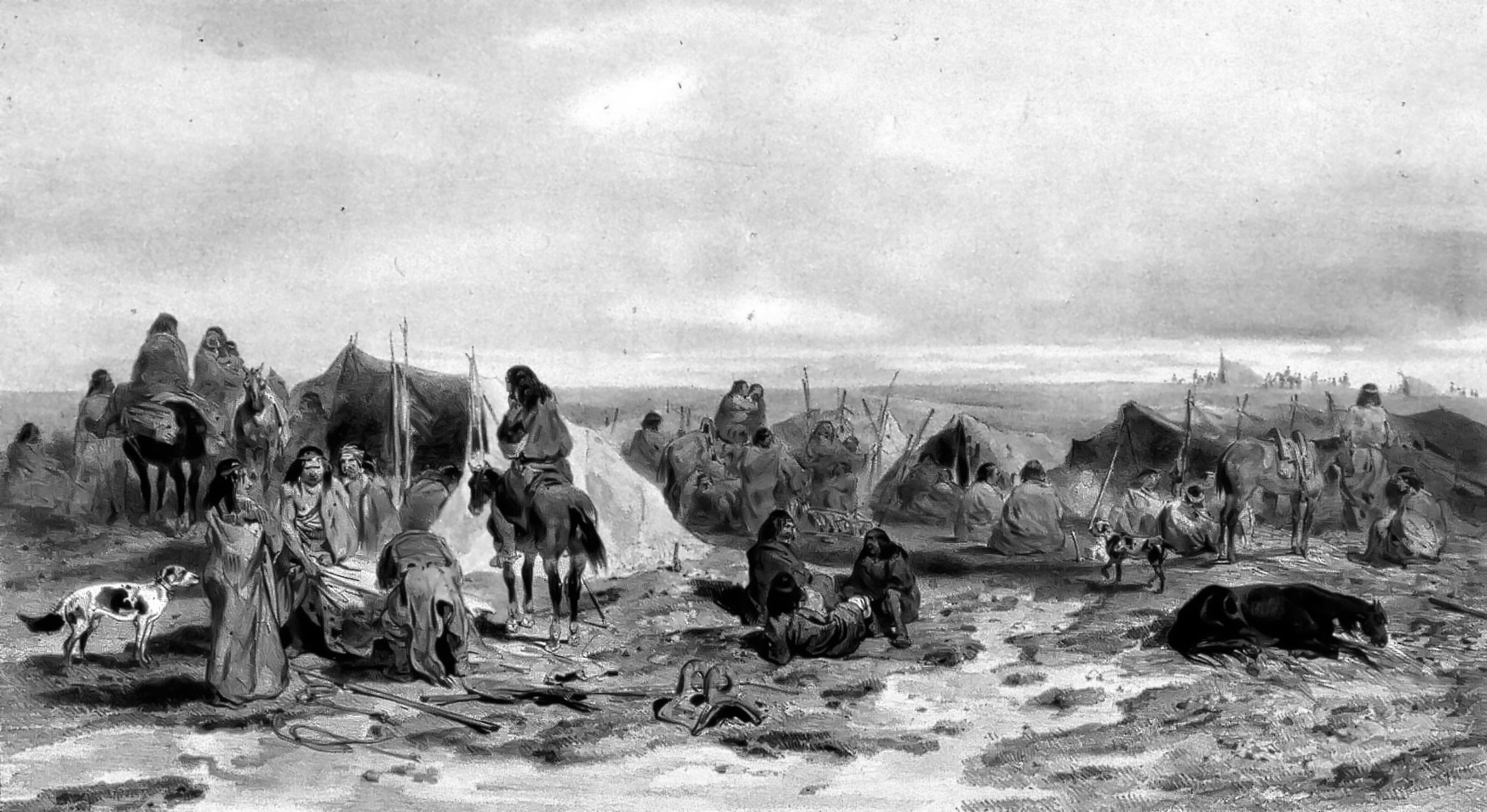
Лагерь в Патагонии, 1838

Теуэльче (исп. Tehuelche) — собирательное название (на арауканском языке) коренных народов Патагонии, живших там в период до прихода арауканских племён.

## Патагонские гиганты
Рассказы ранних европейских исследователей о гигантах, живших в Патагонии, могут иметь под собой фактическую основу, поскольку теуэльче отличались высоким ростом. Английский путешественник XVIII века Джон Байрон привёл в своей книге Viaggio intorno al mondo fatto dalla nave Inglese il Delfino comandata dal caposqadra Byron (Флоренция, 1768) описание патагонца ростом примерно 2 м 40 см, что является наибольшей величиной для человека; статуя этого индейца и книга англичанина выставлены в одном из флорентийских музеев. Миф о гигантах был окончательно развенчан французским натуралистом Альсидом Дессалином Д’Орбиньи, который написал, что видел в Патагонии не гигантов, а лишь рослых и красивых людей. Антропометрические исследования, проведённые в XX веке, позволили предположить, что средний рост теуэльче в XVI веке, когда они были встречены экспедицией Магеллана, составлял около 180 сантиметров, что значительно превышало средний рост испанцев тех времён (около 165 см), поэтому индейцы действительно могли казаться им «гигантами».
Согласно аргентинской переписи 2001 года, в аргентинских провинциях Чубут и Санта-Крус проживало 4300 теуэльче, и ещё 1637 — в других частях Аргентины.

## Язык
Изначально теуэльче говорили на языке теуэльче, относившемся к чонским языкам, однако впоследствии, в результате арауканизации, многие племена перешли на различные арауканские диалекты, известные под собирательным названием мапудунгун. Кроме того, для некоторых теуэльче вторым языком был валлийский язык, освоенный при общении с валлийскими эмигрантами в Патагонии.